# Масовна гробница у Љубенићу
Масовна гробница у Љубенићу представља наводна убиства која су починиле српске полиције и паравојне снаге у селу Љубенић код Пећи, током Косовског рата 1998-1999. године.
Група полицајаца је 25. маја 1998. године погубила најмање осам мештана Љубенића, углавном чланова породице Хамзај. 
Дана 1. априла 1999. године, Љубенић је био место масовног убиства око 66 мушкараца према речима локалних мештана. 

## 25. мај 1998. године
Око 6.45 часова, 25. маја 1998. године, на путу између Дечана и Пећи, код села Љубенић, догодио се инцидент у којем су на аутомобил пуцали наоружани људи, наводно побуњеници Ослободилачке војске Косова (УЦК). Мецима су погођена три мушкарца која су путовала у аутомобилу, укључујући возача, полицајца и резервног полицајца, који је очигледно био ван дужности. 
Тог поподнева, нешто после 13 часова, на Љубенић су стигле српске полицијске снаге у разним возилима, од којих су нека била и оклопна. Полицајци су се позиционирали на периферији села и пуцали на албанске мештане из артиљерије и другог оружја, пре него што су ушли у само село. 
Већина сељана је побегла у оближњу шуму. Након неког времена, полицијске патроле су вршиле претрес од куће до куће.  Полицајци су тада открили четрнаест особа које се крију у великој кући. Натерали су их у двориште, а затим одвојили мушкарце од жена и деце.  Жене и деца су добили инструкције да иду у Албанију. Полиција је тада почела да туче мушкарце који су били ненаоружани, а затим им наредила да трче и пуцала у њих док су трчали.  Укупно су на овај начин убијена четири мушкарца: Ибрахим Хамзај (64), Имер Хамзај (53), Дервиш Хамзај (51) и Башким Хамзај (23). 
Полиција је такође ушла у кућу Зеће Хамзаја (68 година). Њега и његове синове Ганија Хамзаја (25) и Рифата Хамзаја (24) извели су из објекта, натерали их да се скину до доњег веша, затим их претукли и убили. Убијен је још један мушкарац, Хаџи Гога (22) из Дечана, који је био гост једне породице. 

## 1. април 1999. године
Према наводима албанских мештана Љубенића који су наводно преживели масакр,  1. априла 1999. полицијске и паравојне снаге ушле су у Љубенић. Многи сељани су покушали да побегну у планине, али су убрзо схватили да су опкољени. Сељани су окупљени у центру Љубенића, мушкарци и жене су раздвојени, а велика група мушкараца постројена уза зид на главној улици села.  Свим мушкарцима је наређено да легну, а полицајци су наставили да пуцају на њих из митраљеза. Потом су пуцали у главу свима који су се још кретали.  Неки од мушкараца су преживели испод лешева и испузали након што су полицајци отишли.  Остали сељани, углавном жене и деца, били су приморани да напусте село и морали су да пешаче преко Ђаковице до албанске границе.  Куће у селу су тада запаљене. 
ОЕБС је, документујући догађај 1. јула, спроводећи неколико интервјуа са наводним преживелима, пронашао само четири тела, у то време неидентификована.  Италијанске трупе су тврдиле да је у селу пронађена масовна гробница са 350 тела, што се показало лажним, јер је следећег дана пронађено само пет тела.  "Очевици" су се изјаснили о 350 тела. 
Западни медији су преувеличавали догађаје из Косовског рата, засновано на лажним тврдњама САД и НАТО-а.  Случај Љубенић је један од многих примера за то.  